# 顺式氰戊菊酯
S-氰戊菊酯或顺式氰戊菊酯是一种人工合成的拟除虫菊酯类杀虫剂，是氰戊菊酯（Esfenvalerate）的4种立体异构体之一，其中两个手性碳原子均为S构象。在美国，食品中顺式氰戊菊酯的残留量限值为0.05ppm